# Physocleora inangulata
Physocleora inangulata là một loài bướm đêm trong họ Geometridae.